# Lhéry
Lhéry é uma comuna francesa na região administrativa do Grande Leste, no departamento de Marne. Estende-se por uma área de 6.08 km², e possui 82 habitantes, segundo o censo de 2018, com uma densidade de 13 hab/km².